# Eudarcia lamprodeta
Eudarcia lamprodeta är en fjärilsart som beskrevs av Edward Meyrick 1919. Eudarcia lamprodeta ingår i släktet Eudarcia och familjen äkta malar.
Artens utbredningsområde är Sri Lanka. Inga underarter finns listade i Catalogue of Life.